# 辐射：新维加斯
《辐射：新维加斯》是黑曜石娱乐（主要成员来自开发《辐射》和《辐射2》的黑岛工作室）開發，贝塞斯达软件发行的开放世界角色扮演游戏，是辐射系列主要作品的第四部，游戏于2010年10月19日在Windows、PlayStation 3、Xbox 360平台上发行，在欧洲则于2010年10月22日稍晚上市。遊戲的最終版（內含所有擴充包）於2012年2月7日於北美發行，2月10日於歐洲發行。

新維加斯远景

《辐射：新维加斯》并非異塵餘生系列的直系续作，却与原来黑岛工作室取消的未完成的「辐射3」（开发代号“辐射：范布伦”）有关，比如凯撒军团的概念，原本就是为“范布伦”设计的。这是因为黑曜石娱乐的開發人員中，不少就是前黑島工作室開發異塵餘生的工作人员，他們與貝賽斯達達成合作後再度開發新作品，比如說喬許·索耶擔任《異塵餘生：新維加斯》的总监，克里斯·阿瓦隆编写剧本并为后来的可下载内容担任总监等。
由于与《辐射3》使用相同的引擎，游戏体验非常相似，但故事背景和叙事风格，却更接近1998年黑岛的《辐射2》。故事背景设定在公元2281年，《辐射3》故事结束3年之后，也是《辐射2》故事整整40年之后，地点是西部的内华达州（靠近辐射1代和二代的西海岸／加利福尼亚州），所以发生在东岸的《辐射3》角色均未在本作登场，《辐射2》的角色Marcus和Doctor Henry却在本作以NPC形式出场，此外游戏中提到了许多跟辐射1、2相关的人和事物。

## 劇情

### 地点
本作舞台是以美国拉斯维加斯市为中心，矩形地图中绝大多数地区位于现实中美国西部的内华达州，也包含一些邻近州领土，比如加利福尼亚，科罗拉多和亚利桑那州的原属地。这些地区统称为莫哈维沙漠地区，该地区现实历史中就曾是美国的核武器试验场。值得一提的是，该地区生态环境比前作中登场的地区都要好，游戏中很多地点甚至有不用处理的洁净水，还有受变异很少的生物如淡水鱼和鸟，主要原因是豪斯先生的防御系统拦截了绝大多数射向此地区的核弹。

### 故事
遊戲中，玩家扮演一名莫哈維快遞公司的快遞員，被稱為「信使」（Courier）。在運送神秘货物「白金籌碼」（Platinum Chip）去新維加斯時，信使被本尼（新維加斯 Tops 賭場老闆）伏擊并被抢走了包裹，本尼及其同伙想要将信使杀人灭口，一枪打在信使头上并埋葬之。然而信使大难不死，被目擊者——機器人「維克托」从坟墓中挖出来，帶到古德泉的米切爾醫生家裡精心治疗而伤愈，開始了追蹤本尼報仇並尋回失竊包裹的旅程，同時可以自由探索莫哈維廢土。
信使通过与各地幸存者的交流，交易甚至是打斗，以获得本尼的行踪。最终，线索指向了繁华的新维加斯，即战前世界知名赌城拉斯维加斯之遗迹，这座城市被保存的惊人完好，城内道路整洁，灯红酒绿，数座大型赌场生意兴隆，好似核战从未触及一般。信使找到本尼，夺回了白金籌碼，并把籌碼奉还给物主——住在「幸运38」赌场的神秘人物豪斯先生（Mr. House)。原来豪斯先生是美国战前最富有的资本家之一，他预测到核战争将不可避免，通过无菌保存技术使自己「长生不老」并建立一支机器人部队充当自己的手和眼。同时他斥资修建了维加斯的导弹防御系统，成功拦截绝大多数射向维加斯的核导弹，保护了自己和他心爱的维加斯城。豪斯订购的神秘货物「白金籌碼」因核战爆发未能及时送到，籌碼实际上装载着电脑系统的升级程序，能够使得豪斯的机器人部队战力更加强大，达到所向无敌的地步。但是豪斯需要信使的协助才能启用白金籌碼，完成升级。
于是突然之间，掌握白金籌碼秘密的信使成为莫哈维废土各方势力争夺的焦点。除了豪斯先生之外，莫哈维还活跃着另外两支强大的势力：力图恢复战前美国民主制度的新加州共和国（NCR）及崇拜古罗马强权独裁并实行奴隶制的凯撒军团（Caeser's Legion）。这三方势力，都意图获得对新维加斯的控制权。争斗的焦点胡佛大坝提供了电力和水，因此谁控制了胡佛大坝，就控制了新维加斯。信使的抉择将会对新维加斯的未来产生决定性的作用，信使所支持的一方，注定能取得最后的胜利。

## 資料片

### 剧情扩展
- 《無主之財》（Dead Money，又译《死钱》）（Xbox 360 : 2010年12月21日，PS3、PC : 2011年2月22日）

一段神秘广播将塞拉·馬德雷赌场的传说在莫哈维传播开来，实际上，这是兄弟会前长老伊莱亚(Elijah)设置的圈套，受诱者实则会被击晕并用爆炸项圈控制起来。原来，这座豪华赌场和其附属山庄是兩百多年前由富商辛克萊为其好莱坞女星情人薇拉凯耶斯(Vera Kayes)建造，可是在开业大典前核战就爆发，安保措施把来宾，员工都困住，高科技“投影保安”残杀了大多数来宾，而后建材散发出有毒物质“红云”把幸存者变成永生不死的“鬼人”。唯一幸存者是战前歌星迪安多米诺(Dean Domino)，他是辛克莱的情敌，变成了尸鬼而没有丧失记忆。因为毒云的“保护”赌场才躲过了各种亡命徒的洗劫。科技狂人伊莱亚是二百年来首个取得初步成功的人物，只是他一己无法破解核心密室。和信使一同被控制的还有兄弟會的女刺客Christine、人格分裂的超级变种人Dog(God)和迪安多米诺。这个“寻宝队伍”里每人都有着年深日久，甚至跨越生死（如迪安和辛克莱，薇拉二百年前的三角恋）的恩怨，内心中都渴望赌场所许诺的“人生翻盘，从头开始”。可是也许正如伊莱亚所说，寻宝本身或许不是最难 - 最难的是放下执念。
- 《真誠之心》（Honest Hearts）（Xbox 360、PC : 2011年5月17日，PS3 : 2011年6月2日）

故事发生犹他州的锡安峡谷（Zion Canyon）。信使护送的商队途经此地遭到「白腿族」的埋伏，卷入了部落冲突并巧遇传奇人物「被焚者」（The Burned Man）。被焚者的真实身份是凯撒军团的前任军师和凯撒本人的乡党兼挚友——摩门教徒约书亚·格拉罕（Joshua Graham）。作为第一次胡佛大坝之战的败将，格拉罕遭到凯撒的的惩罚，被处以火刑，「尸体」从悬崖扔下却没有死（其人身体素质异乎常人，号称凯撒军团第一勇士），約書亞逃回家乡新迦南（由盐湖城避难所居民在战后所建，该避难所居民皆为摩门教徒），没成想有如浪子回头的典故一般，受到同乡英雄般的接待与庇护。凯撒因为惧怕格拉罕怀恨复仇，下令毁灭新迦南，格拉罕带着幸存的迦南摩门人逃入锡安谷，并联合当地的土著「死马部落」继续着对凯撒军团所支持的「白腿族」的游击斗争。信使的行动将决定这场斗争的结果和约书亚的命运。
- 《舊世哀歌》（Old World Blues）（2011年7月19日）

多年来，莫哈维的居民们认为大空山（Big MT）只是一片荒芜之地，却不知道在战前，大空山其实是美国西岸最尖端的科研基地。信使收到无线电信号引诱来到此地，没想到被抓去充当改造实验品 - 大脑、脊柱和心脏都被换走，换成了人造替代品。为了找回属于自己的身体部件，信使卷入了智囊们与莫比乌斯博士的斗争。原来大空山的居民是一群舍弃肉体，只保留头脑的战前顶级科学家，200年的时间已使得这些"人"出现不同程度的丧心病狂，导致大空山成了进行疯狂实验的囚笼，并释放出无数有害的实验品危害莫哈维废土居民的安全。信使必须为自己的完整性和自由，利用这里最顶尖的武器、盔甲和技术，与一些恐怖的实验成果激战，了结这场长达二百年的恩怨并找回自己的器官。
- 《孤寂旅途》（Lonesome Roads）（2011年9月20日）

在孤寂的道路上，两个信差将迎来命运安排，揭开不为人知的过去。尤利西斯（Ulysses）是本篇就已提到却一直没有露面的关键人物，其人本来是运送豪斯货物的第七号信使，本该负责运送白金芯片，但他却把这个夺命任务推脱给了主角（6号信差），果然害得主角差点送命。尤利西斯和主角本是互有竞争并惺惺相惜的同行。尤利西斯是苦命人出身，从小全族被凯撒军团奴役，日后通过自身能力在军团被委以重任，但始终难以找到内心归宿，于是他从军团辞去，终于在一个布满旧美国国旗的幸存者村落找到了家的感觉。某日，主角路过此地却引发了灾难。原来，村落坐落于废弃的美国洲际核弹发射基地，而邮包里的物品（主作的机器人伴侣ED-E）发射的信号引爆了沉睡的核弹，把尤利西斯的“温柔乡”炸的四分五裂，变成所谓“分裂之地”（The Divide），尤利西斯本人在这场事故中大难不死，成了唯一幸存者，但对六号信使怀恨在心。然而，他也知道六号信使本人对核弹诱爆是没有直接责任的。因此内心也是相当矛盾。终于，他决定把六号信使邀请到分裂之地，让他亲自感受到因果，并做一了断。
尤利西斯实际上对本篇和前三个资料片的主要事件都负有责任：是他的不辞而别让信使代他受死，并促成三方争霸的白金芯片事件。是他向伊莱亚透露了马德雷赌场的情报，才有了“无主之财”的故事。也是他早年向真诚之心的“白腿族”传授的技战术。大空山的混乱，也和他之前的造访有一定关系。由此而言本篇作为本作最后一部的DLC，也算让信使在莫哈维废土的传奇冒险经历做到了有始有终。

### 非剧情扩展
- 《Gun Runners' Arsenal》（2011年9月27日）

追加許多高端武器（附有 GRA 標記），此外附有挑戰。
- 《Courier's Stash》（2011年9月27日）

追加過往作品中的槍枝和裝甲，包括《異塵餘生 3》The Pitt 的手槍、異塵餘生 1、2 的 13 號避難所制服。

## 轶事
本作开场时本尼要枪毙信使时所说的台词"The Game Was Rigged From the Start"被人做成GIF动图而成为网络迷因。
此话的中文大意是“这场游戏一开头就被动过手脚了”，带有谋杀企图的本尼是想让信使“死个明白”才出此言。此话能引起很多人的同感，是因为许多看似于个人而言“倒霉至极”的事件，往往实则是不知情下成为他人阴谋牺牲品之结果。